# Agua de la Piedra
Agua de la Piedra är en ort i Mexiko.   Den ligger i kommunen Juárez och delstaten Michoacán de Ocampo, i den södra delen av landet, 130 km väster om huvudstaden Mexico City. Agua de la Piedra ligger 2 038 meter över havet och antalet invånare är 112.
Terrängen runt Agua de la Piedra är huvudsakligen bergig. Agua de la Piedra ligger uppe på en höjd. Runt Agua de la Piedra är det ganska glesbefolkat, med 47 invånare per kvadratkilometer. Närmaste större samhälle är Heróica Zitácuaro, 18,7 km norr om Agua de la Piedra. I omgivningarna runt Agua de la Piedra växer huvudsakligen savannskog.